# Nocsakcab
Nocsakcab es una localidad del municipio de Sudzal en el estado de Yucatán, México.

## Toponimia
El nombre (Nocsakcab) proviene del idioma maya.

## Hechos históricos
- En 1980 cambia su nombre de Nocsakcab a Nocsahcab.
- En 1995 cambia a Nocsakcab.

## Demografía
Según el censo de 1990 realizado por el INEGI, la población de la localidad era de 0 habitantes.
| 14                          | 23 | 0 | 0 | 0 | 0 |
| (Fuente: INEGI [Consultar]) |    |   |   |   |   |